# 熱海鉄道

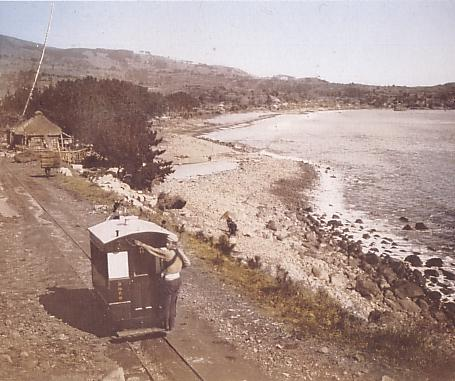
湯河原吉浜付近での豆相人車

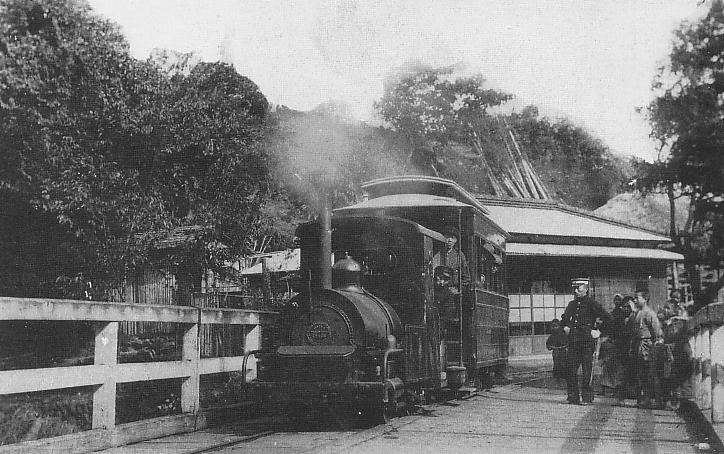
熱海鉄道の蒸気機関車（大正時代）

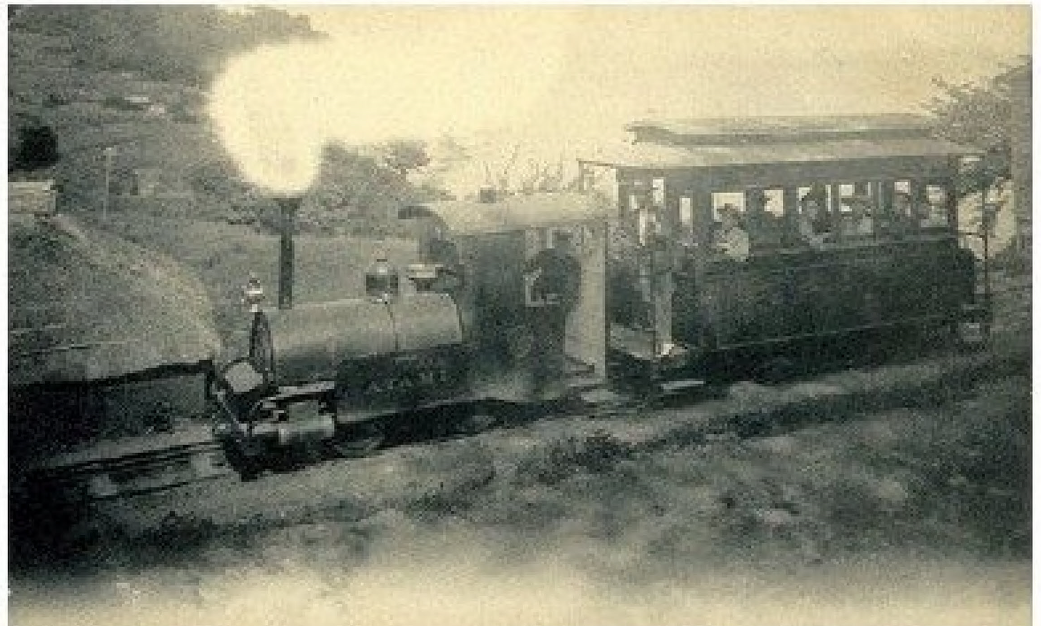
走行風景

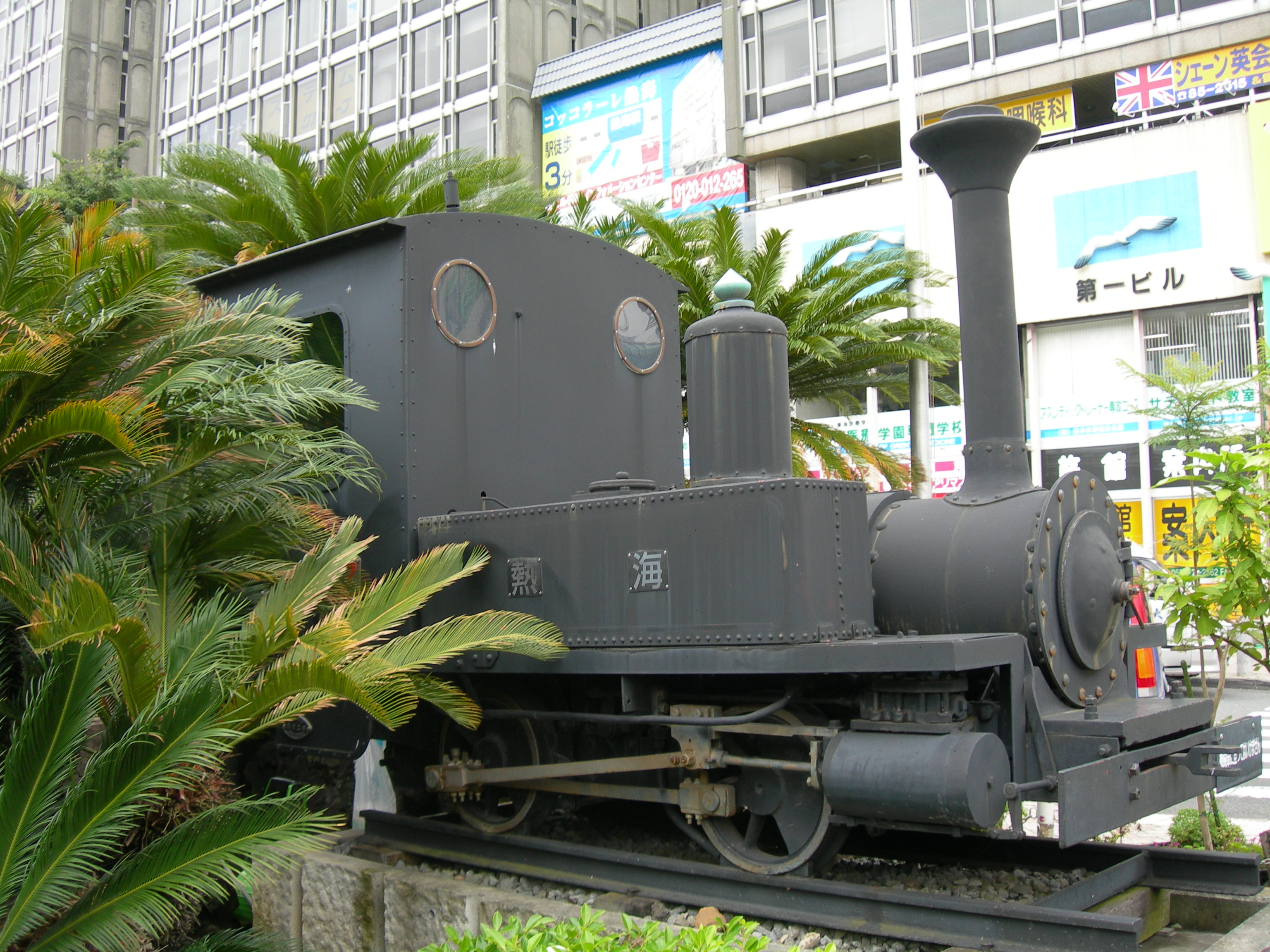
熱海駅前に保存されている熱海鉄道7号蒸気機関車（駅前改装前、2016年以前）

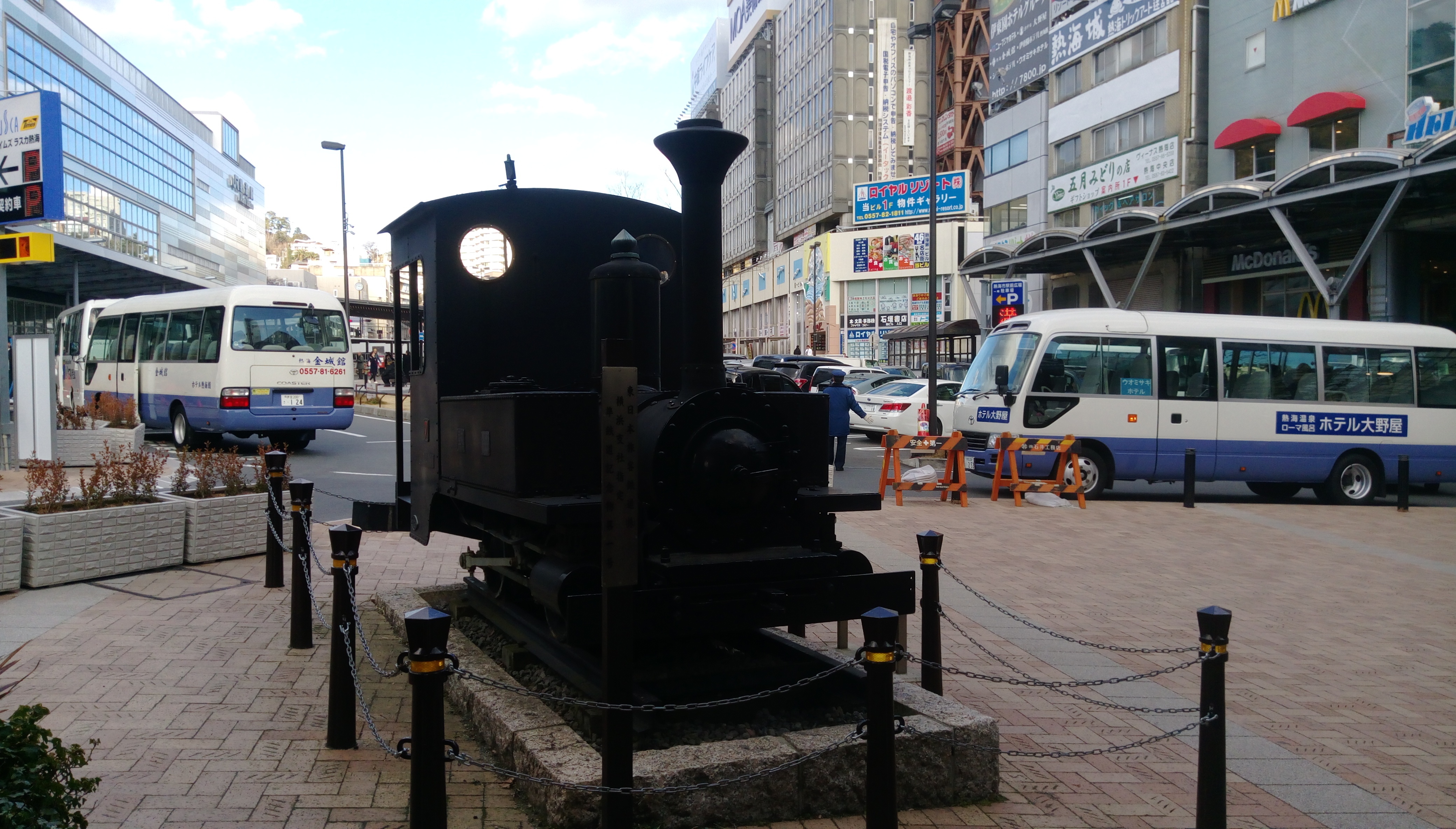
熱海駅前に保存されている熱海鉄道7号蒸気機関車（駅前改装後、2016年以降）

熱海鉄道（あたみてつどう）とは、現在の東海道本線が開業する前、小田原（神奈川県）と熱海（静岡県）の間を結んでいた軽便鉄道線である。
ここでは、その前身となる人車軌道の豆相人車鉄道（ずそうじんしゃてつどう）についても記述する。

## 概要
熱海は古くからの温泉の町（熱海温泉）として知られていたが、この辺りは地形が険しく、東海道本線も当初は熱海を経由せず現在の御殿場線のルートで開通するなど、交通の不便な場所でもあった。そのため、この地に鉄道を敷設する運動が地元の旅館主などから起こるようになった。熱海の東隣である神奈川県西部では、国府津駅前から小田原町内まで小田原馬車鉄道（1900年に路面電車化し、1920年に廃止）という馬車鉄道が開通していたため、それと連絡する形で当初は普通の鉄道を敷設しようとした。しかし資金が集まらなかったため、事業家雨宮敬次郎の発案により人力で車両を押す人車軌道に規格を変更し、雨宮と地元有志が共同で豆相人車鉄道を設立。1895年（明治28年）7月にまず熱海 - 吉浜間で開業し、翌1896年（明治29年）3月に小田原まで開通させた。
6人ほどが乗れる客車1両を車夫2 - 3人で押した、1便当たり6両で1日6往復した。片道4時間程度かかったが、駕籠の約6時間より早くなった。
高い運賃（全線の運賃は工夫の賃金1日分だったといわれる）を取ったこともあって営業面では成功したが、原始的であり押し手の賃金も高額となることから、社名を熱海鉄道と改めて1907年に蒸気機関車牽引の軽便鉄道へ切り替えた。所要時間は2時間半 - 3時間程度に短縮されたが、営業が不振であったことから、翌年には雨宮が設立した大日本軌道に買収され、同社の小田原支社管轄となる。
その後、東海道本線のルートを丹那トンネルの開削などによって、御殿場経由から現行の熱海経由に変更することが発表されると、大日本軌道では、勝負にならないとして、補償も兼ねて一切の設備や車両を1920年に国へ売却した。買収後は熱海軌道組合（代表は、雨宮敬次郎の養子であった雨宮豊次郎と大淵龍太郎）を新たに設立し、施設一切を国が同組合に貸し付け、職員は組合が雇用する形で運営され、主に丹那トンネル建設作業員の輸送手段として運行された。
そして、1922年に新東海道本線の小田原駅 - 真鶴駅間が「熱海線」の名で開業すると、その並行区間を廃止して残存区間で営業を継続したが、翌年に発生した関東大震災で壊滅的な打撃を受け、そのまま廃止となった。なお、その翌年となる1924年には熱海線は予定通り熱海駅までの開業を果たし、1934年には丹那トンネルが開通して熱海線は東海道本線へ改められた。

### 路線データ
1907年当時
- 路線距離：小田原（早川口） - 熱海間25.3km
- 駅数：14
- 複線区間：なし（全線単線）
- 電化区間：なし（全線非電化）
- 動力：蒸気機関車

なお、全線の内13kmは熱海街道との併用軌道になっていた。

## 沿革

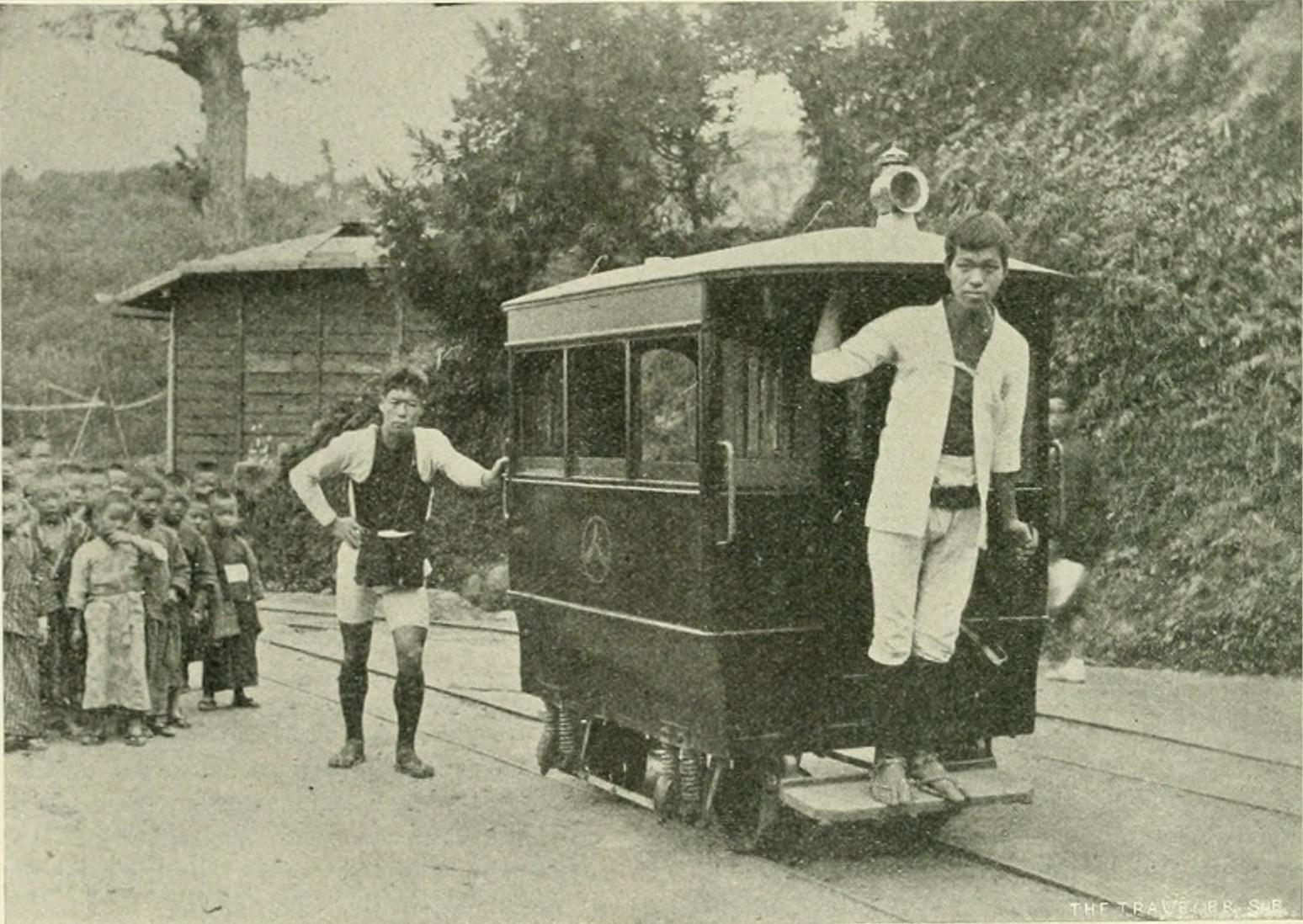
1891年

- 1888年（明治21年） - 人車鉄道の敷設に向けた測量開始。
- 1889年（明治22年） - 人車鉄道敷設特許を申請[5]。
- 1890年（明治23年）11月20日 - 人車鉄道敷設特許が下付[6]。
- 1895年（明治28年）7月13日 - 豆相人車鉄道によって吉浜 - 熱海間10.4km開通[7][注 3]。
- 1896年（明治29年）3月12日 - 小田原 - 吉浜間14.4km開通[8][9]。
- 1900年（明治33年）6月20日 - 小田原町内延長線0.5km開通し全通、小田原電気鉄道線と連絡を開始[8]。
- 1906年（明治39年）6月15日 - 社名を熱海鉄道に変更登記[10]。
- 1907年（明治40年） - 人車鉄道から軽便鉄道へ切り替えのため、610mmから762mmへの改軌工事開始。
- 1908年（明治41年）
  - 7月28日 - 大日本軌道に合併、同社の小田原支社となる[6]。
  - 8月11日 - 蒸気運転を開始[11]
- 1920年（大正9年）7月1日 - 熱海線国府津駅 - 小田原駅間開通に伴い、大日本軌道は小田原駅 - 熱海駅間鉄道線を国に売却、同時に新設された熱海軌道組合は、国より同区間鉄道線を借入[12][13]。
- 1922年（大正11年）12月 - 熱海線小田原駅 - 真鶴駅間開業に伴い、軌道組合線の小田原駅 - 真鶴駅間廃止[14]。
- 1923年（大正12年）9月1日 - 関東大震災により全線不通[15][16]。
- 1924年（大正13年）3月 - 全線を廃止。

## 運行概要
1900年2月当時（人車鉄道）
- 運行本数：6往復[17]
- 所要時間：3時間 - 3時間40分
- その他：多客期には続行運転を行っていた。急行運転も実施されたことがある。

1905年3月当時（軽便鉄道）
- 運行本数：7往復
- 所要時間：2時間20分 - 2時間40分

## 駅一覧
小田原 - 早川 - 石橋 - 米神 - 根府川 - 江ノ浦 - 長坂 - 大丁場 - 岩村 - 真鶴（旧:城口） - 吉浜 - 湯ケ原（旧:門川） - 稲村 - 伊豆山 - 熱海

## 接続路線
- 小田原（1900年 - 1922年）：小田原電気鉄道線（軽便鉄道前→早川口、1956年廃止）
- 真鶴（1922年 - 1923年）：熱海線

## 輸送・収支実績
| 年度 | 乗客（人） | 営業収入（円） | 営業費（円） | 益金（円） |
| ---- | ---------- | -------------- | ------------ | ---------- |
| 1908 | 90,172     |                |              |            |
| 1909 | 104,592    |                |              |            |
| 1910 | 99,998     |                |              |            |
| 1911 | 117,164    |                |              |            |
| 1912 | 128,756    |                |              |            |
| 1913 | 141,613    |                |              |            |
| 1914 | 696,580    |                |              |            |
| 1915 | 688,609    | 72,663         | 31,330       | 41,333     |
| 1916 | 137,724    | 84,857         | 32,682       | 52,175     |
| 1917 | 170,607    | 107,063        | 43,241       | 63,822     |
| 1918 | 203,113    | 127,315        | 65,206       | 62,109     |
| 1919 | 167,742    | 150,747        | 86,014       | 64,733     |
| 1920 | 127,599    | 85,105         | 82,085       | 3,020      |
| 1921 |            |                |              |            |
| 1922 | 309,758    | 222,842        | 221,363      | 1,479      |

- 『鉄道院年報』『鉄道院鉄道統計資料』『鉄道省鉄道統計資料』各年度版
- 1914年度以前の収支は全路線合計のため不明

## その他

### 当鉄道が登場する作品
- 芥川龍之介が執筆した『トロツコ』は、湯河原出身のジャーナリストである力石平三が、幼年時代に人車鉄道から軽便鉄道への切り替え工事を見物したときの回想を記した手記を、芥川が潤色したものである。
- バラエティ番組『ドリフ大爆笑』では、本鉄道をモチーフとしたコントが放送されたことがある。

### 営業時の逸話
- 豆相人車鉄道では、狭い客車ながらも上等、中等、下等と車両のランクが分けられて運賃にも格差が設けられていた。ただし、高山拡志は、豆相人車鉄道の運賃が官設鉄道やほかの私鉄の運賃と比べてもひときわ高額であり（1896年（明治29年）12月1日時点の下等運賃でも、東海道線新橋駅 - 平塚駅間三等運賃と同額。明治30年の運賃改定で下等運賃は、さらに新橋駅 - 国府津駅間三等運賃よりも高い金額となっている）、豆相人車鉄道は最初から地元住民が必ずしも気軽に利用できるような交通機関ではなく、乗客はもっぱら湯河原温泉や熱海温泉を訪れる湯治客や観光客であったと考えられることから、（中等、下等の）乗客が上り勾配区間で下車させられたり、高額な運賃を支払っていたにもかかわらず客車の後押しも手伝わされたりしていたとは、およそ荒唐無稽な伝承であると考えざるを得ないと指摘している[18]。
- 人車鉄道時代は走行中の客車が転倒することもしばしばあったとされ、滑稽な乗り物として紹介されることも多かった。軽便鉄道時代は蒸気機関車の煙臭さや夏の時期の暑さが不評を買ったという。
- 1896年12月の新聞に、「騙されることなかれ」と見出しをつけて小田原駅における当鉄道の中傷を気にしないようという新聞広告を掲載した。小田原 - 熱海間の料金は上等1円、中等60銭、下等40銭であった[19]。
- 蒸気機関車の煤煙に辟易した沿線住民が列車を襲撃する事件も発生した。
- なお、人車時代に動力化を何度か試みた際もこの煤煙対策として、輸入品の「石油を燃料とする機関車（オイルエンヂン、ヲイルヱンジン、石油原動力車、石油発動車などと呼称）」を使用していた時期があり、この記述と現物の写真や図面が見つからないことから、実態不明ながらも「日本最初の内燃機関搭載車使用例」とされたことがあったが、『鉄道時報』明治三十七年（1904年）四月三十日号によると「竪六尺横二尺五寸の小面積内にボイラーを始め石油タンク水槽等一切を置き比較的強度の蒸機力を発作し得らるる小機関車」と、明らかに蒸気機関車である記述があり、同誌の同年四月二十三日号でも「今回原動力を石油発動機に変更すべく機関車制作は已に全部竣工」と改軌・蒸気機関車化の最中であることから、石油を燃料とする蒸気機関車だったらしいことが後に判明している[20]。この機関車は後に熱海鉄道時代に使用された小型機関車とはかなり構造が異なり、煙管式縦型ボイラーで最初コークスで着火し、発生蒸気の一部を乾燥させて重油噴出に使用するもので、このボイラーについては1905年1月11日に特許も認められている[21]。
また、これとは別に1903年にイギリスのダッドブリッジ社に作ってもらった「簡易内燃機関車」の存在がイギリスに残っていた写真で確認されているが、これは本来可搬動力ユニット（自走はしない）として売られてたものの動力を歯車やロッドを介して小径の車輪に伝達するように改造したもので、路面軌道走行用としても低速[注 4]旅客列車を引く目的で使用できるものではなかった[22]

### 乗車した著名人
- 坪内逍遥は『熱海是非』で夫婦で人車鉄道に6回ほど乗ったと記し、「無鉄砲なもの」で、「ウォーターシュートのやうに急勾配を疾走した」と回想している[3]。
- 国木田独歩もこの人車鉄道に乗車したことがあり、そのときの体験談を元に紀行『湯河原ゆき』と短編『湯河原より』を書いている。その他、知人には「実に乙なものであり、変なものである」という感想を記した書簡も送ったという。
- 大正天皇が皇太子であった時代、この豆相人車鉄道に乗車したことがあった。
- 内田百閒が湯河原町の天野屋にいた夏目漱石を訪ねた際、軽便鉄道に乗車した。客車は小さく中腰でないと立っていられず、のろくて勾配区間では逆行しそうになり、線路上の落葉でも機関車が滑るため機関士が一々降りてどけていたことが『漱石先生臨終記』に記されている。漱石自身も死去で未完に終わった小説『明暗』にも登場する[3]。

### 保存施設・車両や廃線・廃駅跡など
- 切り替え工事の際に使われなくなった人車鉄道の（現在の湯河原町門川に敷かれていたと思われる）軌道レールの一部が熱海市泉の身延山湯河原別院椿寺に現在も保管されている。
- 1907年の軽便鉄道切替え時に導入した7号蒸気機関車が鷹取工場で教材用に使用されていたものを1968年4月に復元し熱海駅前に静態保存されている[23]。1976年には準鉄道記念物に指定されている。
- 熱海の温泉街には、客車を3人で押す人車鉄道の碑が置かれている[2]。熱海鉄道の熱海駅は、現在のJR東日本熱海駅でなく、熱海市咲見町にあった[3]。

### 復元車両
- 小田原こどもの森公園わんぱくらんどでは7号蒸気機関車を模したこども列車「なかよし号」 が走っている。
- 2010年、湯河原町内にある和菓子処「味楽庵」で人車の車両が復元された。豆相人車鉄道にはいくつかの形態があったらしいが、復元車は裾絞りのない上等車がプロトタイプ。当時を再現した社紋は人車の「人」を意匠化。
- 小田原市にある「離れのやど 星ヶ山」では2009年に写真を元に人車を復元した[24]。